# Vilelas
Vilelas är en ort i Argentina.   Den ligger i provinsen Santiago del Estero, i den norra delen av landet, 800 km nordväst om huvudstaden Buenos Aires. Vilelas ligger 129 meter över havet och antalet invånare är 1 723.
Terrängen runt Vilelas är mycket platt. Runt Vilelas är det mycket glesbefolkat, med 2 invånare per kvadratkilometer..
Trakten runt Vilelas består i huvudsak av gräsmarker.